# حاجي أباد (معصومية)
حاجي أباد (بالفارسية: حاجی‌آباد) هي قرية تقع في إيران في قسم معصومیة الريفي. يقدر عدد سكانها بـ 948 نسمة .